# Míchel Madera
Miguel Marcos Madera (Pola de Lena, Asturias, España, 8 de noviembre de 1985),  conocido como Míchel, es un exfutbolista y entrenador español que jugaba de centrocampista. 

## Trayectoria
Pasó del Colegio de Nuestra Señora del Pilar, de Pola de Lena, a los equipos de fútbol base del Real Oviedo. En su último año de juvenil, en la temporada 2003-04, fue fichado por el Real Sporting de Gijón y conquistó la Copa de Campeones, en cuya final fue elegido mejor jugador.
Tras concluir su etapa en el fútbol base, pasó al Real Sporting de Gijón "B" en la campaña 2004-05 y, al año siguiente, se incorporó al primer equipo del club rojiblanco. Con los gijoneses logró el ascenso a Primera División en la temporada 2007-08 y la permanencia en la categoría la campaña siguiente. En el verano de 2009, el Birmingham City F. C. de la Premier League se interesó en él, aunque no se llegó a aceptar ningún tipo de oferta. Sin embargo, el 7 de enero de 2010 firmó, finalmente, un contrato por dos temporadas y media con el equipo inglés tras abonar 3,3 millones de euros al Sporting por su traspaso. De esta manera, Míchel se convirtió en el primer futbolista asturiano en ser traspasado al extranjero por un equipo del Principado. Debutó en la Premier League con el Birmingham el 27 de enero durante un partido disputado contra el Chelsea F. C. en Stamford Bridge.

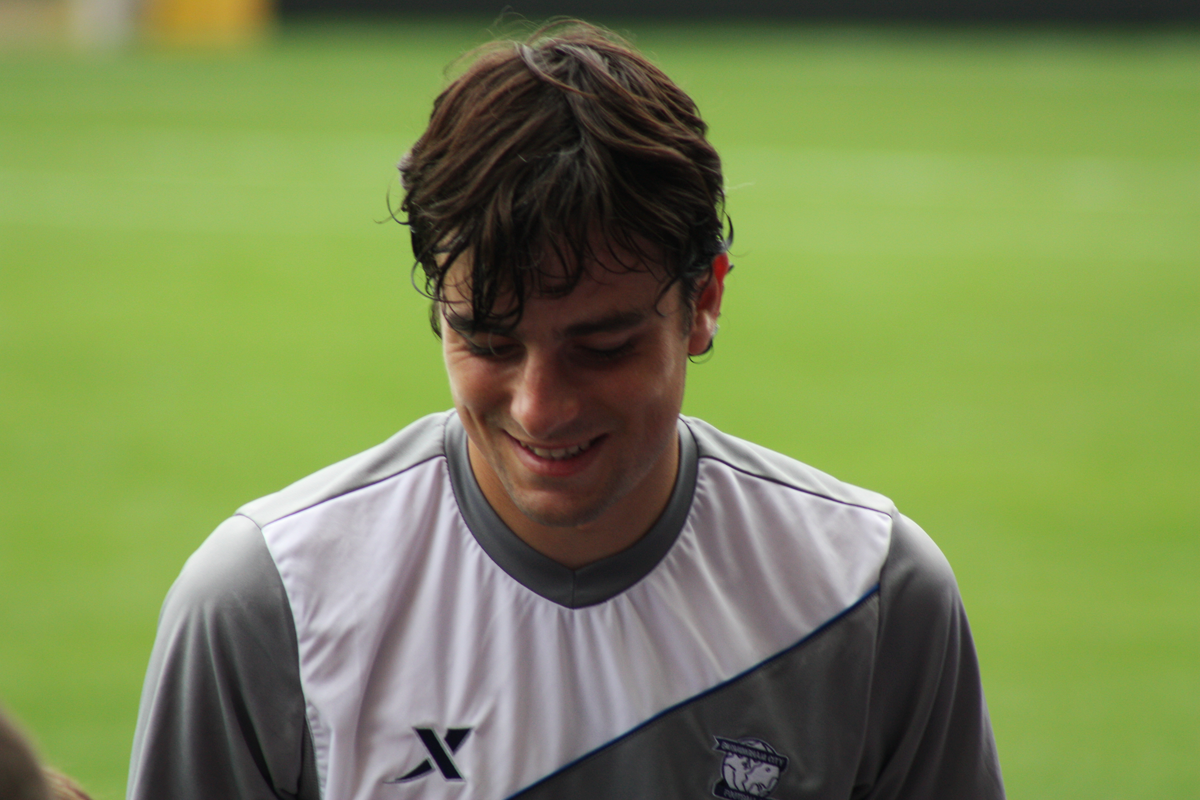
Míchel, durante su etapa en el Birmingham City F. C.

En el mercado de invierno de la temporada 2010-11 fue cedido al AEK Atenas F. C. hasta el final de la misma debido a su escasa participación con el club inglés. El 30 de abril de 2011 se proclamó campeón de la Copa de Grecia tras vencer por 3-0 al Atromitos F. C. en la final. Una vez finalizado el periodo de préstamo, rescindió su contrato con el Birmingham, que había descendido a la Segunda División, y regresó a España para fichar por el Getafe C. F. Anotó su primer gol en Primera División durante un partido ante el Club Atlético de Madrid disputado el 6 de noviembre de 2011 en el Coliseum de Getafe que finalizó con victoria del Getafe por 3-2. El 22 de agosto de 2014 el Getafe anunció en su página web que el jugador dejaba de pertenecer a la disciplina azulona.
El 4 de septiembre firmó un contrato con el Maccabi Haifa F. C. por una temporada. En septiembre de 2015 fichó por el Qarabağ F. K., donde estuvo hasta julio de 2020.
En septiembre de 2020 se hizo oficial su fichaje por el Club Marino de Luanco, equipo asturiano que militaba en la Segunda División B. Ese sería su último equipo, retirándose en marzo de 2021 debido a problemas físicos.

## Clubes
| Club                       | País       | Año       |
| -------------------------- | ---------- | --------- |
| Real Sporting de Gijón "B" | España     | 2004-2005 |
| Real Sporting de Gijón     | España     | 2005-2010 |
| Birmingham City F. C.      | Inglaterra | 2010-2011 |
| AEK Atenas F. C.           | Grecia     | 2011      |
| Getafe C. F.               | España     | 2011-2014 |
| Maccabi Haifa F. C.        | Israel     | 2014-2015 |
| Qarabağ F. K.              | Azerbaiyán | 2015-2020 |
| Club Marino de Luanco      | España     | 2020-2021 |

## Palmarés

### Campeonatos nacionales
| Título             | Club             | País       | Año  |
| ------------------ | ---------------- | ---------- | ---- |
| Copa de Grecia     | AEK Atenas F. C. | Grecia     | 2011 |
| Liga azerbaiyana   | Qarabağ F. K.    | Azerbaiyán | 2016 |
| Copa de Azerbaiyán | Qarabağ F. K.    | Azerbaiyán | 2016 |
| Liga azerbaiyana   | Qarabağ F. K.    | Azerbaiyán | 2017 |
| Copa de Azerbaiyán | Qarabağ F. K.    | Azerbaiyán | 2017 |
| Liga azerbaiyana   | Qarabağ F. K.    | Azerbaiyán | 2018 |
| Liga azerbaiyana   | Qarabağ F. K.    | Azerbaiyán | 2019 |
| Liga azerbaiyana   | Qarabağ F. K.    | Azerbaiyán | 2020 |